# Fletowce
Fletowce (Pitohuinae) – monotypowa podrodzina ptaków z rodziny wilgowatych (Oriolidae).

## Zasięg występowania
Podrodzina obejmuje gatunki występujące na Nowej Gwinei i sąsiednich wyspach.

## Morfologia
Długość ciała 22–25 cm; masa ciała 67–83 g.

## Systematyka

### Nazewnictwo
- Pitohui: papuaska nazwa Pitohui dla fletowca oznaczająca „bezwartościowego ptaka” (tj. niejadalnego). Skóra i pióra fletowców zawierają batrachotoksynę, której źródłem są prawdopodobnie chrząszcze Choresine (rodzina Melyridae) wchodzące w skład diety tego ptaka[8].
- Rectes (Rhectes): gr. ῥεκτης rhektēs „łamacz, pracownik”, od ῥηγνυμι rhēgnumi „złamać”[9]. Gatunek typowy: Lanius kirhocephalus Lesson & Garnot, 1827.

### Podział systematyczny
Do podrodziny należy jeden rodzaj z następującymi gatunkami:
- Pitohui dichrous (Bonaparte, 1850) – fletowiec kapturowy
- Pitohui kirhocephalus (Lesson & Garnot, 1827) – fletowiec zmienny
- Pitohui cerviniventris (G.R. Gray, 1862) – fletowiec płowy
- Pitohui uropygialis (G.R. Gray, 1862) – fletowiec kasztanowaty